# Different for Girls
Pour plus de détails, voir Fiche technique et Distribution.
Different for Girls est en film dramatique franco-britannique réalisé par Richard Spence (en), sorti en 1996.
Écrit par Tony Marchant, ce long métrage dans lequel l'une des protagonistes est trans, met en vedette Rupert Graves et Steven Mackintosh.

## Synopsis
Paul Prentice (Rupert Graves) et Karl Foyle (Steven Mackintosh) étaient de proches amis lors de la période de préparation scolaire. Paul avait l'habitude de défendre Karl des violentes attaques de leurs camarades de classe, qui ridiculisaient Karl pour être efféminé.
Quelques années plus tard, ils sont réunis littéralement par accident, lorsque Paul, sur sa moto, roulant en tant que coursier, se jette dans le taxi où Karl (qui a subi une chirurgie de réattribution sexuelle et qui se nommait maintenant Kim) se trouve. Paul est d'abord été surpris de découvrir que Karl était « devenu » Kim, mais lui demande s'ils pouvaient renouer.
Les deux continuent à passer du temps ensemble, avec Paul qui apprend à Kim comment conduire une moto. Leur rencontre-dîner suivante, chez Kim, est désastreuse. Paul a de la difficulté à comprendre les questions transgenres, boit trop et termine dans la cour, à l'extérieur de l'appartement de Kim, exposant son pénis avec une attitude rodomontade. La police arrive et l'arrête pour attentat à la pudeur. Kim met une main sur l'un des officiers et il l'arrête pour entrave à l'exercice de la justice. Dans le fourgon de police, l'un des policiers fait des remarques à propos de Kim et place sa main sous sa jupe. Paul intervient et est battu par l'agent.
À la station de police, Paul est accusé d'avoir agressé l'agent. Kim, seule témoin, est terrifiée à l'idée de se retrouver dans le pétrin et garde le silence par intimidation. Elle s'enfuit à la maison de sa sœur.
Au cours du procès de Paul pour accusations d'agressions, Kim est en mesure d'affronter sa peur et témoigner pour lui. Alors qu'il est encore condamné, il ne reçoit qu'une petite amende. Un journaliste du palais de justice essaie d'acheter l'histoire de Kim et Paul, mais ils refusent. Ils retournent chez Kim, où Paul est surpris et heureux de découvrir que lui et Kim sont sexuellement et émotionnellement compatibles ; ils font l'amour.
Paul, en manque d'argent après la reprise de sa moto, vend son histoire et celle de Kim à un tabloïd de Londres. Avec l'histoire qui se répand partout dans les journaux, Kim pense qu'elle va être licenciée de sa société. Au lieu de cela, son patron la soutient.
A la fin du film, il est révélé que Kim et Paul vivent ensemble et que c'était l'idée de Kim pour que Paul vende leur histoire.

## Fiche technique
- Titre : Different for Girls
- Réalisation :	Richard Spence (en)
- Assistants-réalisateur : Julie Edwards, Nicki Ballantyne, Roger Goldby
- Scénario : Tony Marchant
- Photographie : Sean Van Hales
- Montage : David Gamble (en)
- Musique : Stephen Warbeck
- Direction artistique : Melanie Allen
- Décors : Grenville Horner
- Costumes : Susannah Buxton
- Producteur : John Chapman
- Producteurs exécutifs : George Faber, Laura Gregory
- Sociétés de production : BBC Films, British Broadcasting Corporation (BBC), CiBy 2000
- Sociétés de distribution : First Look Studios (en) (États-Unis), Líder Films (Espagne)
- Pays de production :  Royaume-Uni,  France
- Langue :  Anglais
- Métrage : 2 703 mètres
- Format : Couleur — 35 mm — 1,75:1 — Son : Dolby Digital
- Genre : Film dramatique
- Durée : 97 minutes (1 h 37)
- Dates de sortie :
  - États-Unis : 18 janvier 1996 (Festival du film de Sundance) / octobre 1996 (Festival international du film de Chicago) / 12 septembre 1997 (sortie nationale)
  - Canada : 22 août 1996 (Festival des films du monde de Montréal)
  - Allemagne : 22 mai 1997
  - Royaume-Uni : 10 avril 1998

## Distribution
- Rupert Graves : Paul Prentice
- Steven Mackintosh : Kim Foyle
- Miriam Margolyes : Pamela
- Saskia Reeves : Jean
- Charlotte Coleman : Alison
- Nisha Nayar : Angela
- Neil Dudgeon : Neil Payne
- Adrian Rawlins : Mike Rendell
- Ruth Sheen : La voisine fouineuse

## Récompenses et distinctions
- Grand Prix de l'Americas Award, en 1996, au festival des films du monde de Montréal
- Critiques élogieuses au festival du film de Sundance

## Crédit d'auteurs
- (en) Cet article est partiellement ou en totalité issu de l’article de Wikipédia en anglais intitulé « Different for Girls » (voir la liste des auteurs).